# Beşparmak Dağı
Der Beşparmak Dağı ist ein Berg in der Provinz Denizli in der Türkei. Der Name („Fünf Finger“) leitet sich von der Form der fünf Bergspitzen ab. Die Höhe beträgt 1612 m.
Der Sage nach stand das ganze Tal unter Wasser, und auf der Spitze der Felsen, damals Inseln, sollen sich Überreste eines Schiffsanlegeplatzes befinden.